# Matt McGrath
Matthew John McGrath, conocido como Matt McGrath, (Nenagh, Reino Unido de Gran Bretaña e Irlanda, 18 de diciembre de  1877 - Nueva York, Estados Unidos, 29 de enero de  1941) fue un atleta irlandés-estadounidense, que destacó a principios de siglo XX en el lanzamiento de martillo.

## Biografía
Nació el 18 de diciembre de 1877 en la ciudad de Nenagh, población situada en el condado de Tipperary, que en aquellos momentos formaba parte del Reino Unido de Gran Bretaña e Irlanda y hoy en día de la República de Irlanda. De muy pequeño se trasladó con su familia a los Estados Unidos, de donde adquirió la nacionalidad.
Murió 29 de enero de 1941 en su residencia de la ciudad de Nueva York (Estados Unidos).

## Carrera deportiva
Participó, a los 30 años, en los Juegos Olímpicos de Londres 1908 realizados en Londres (Reino Unido), donde consiguió ganar la medalla de plata en la prueba de lanzamiento de martillo, quedando por detrás de su compatriota John Flanagan, y finalizó quinto en la prueba de tira y afloja con el equipo estadounidense. En los Juegos Olímpicos de 1912 realizados en Estocolmo (Suecia) consiguió ganar la medalla de oro en el lanzamiento de martillo, estableciendo asimismo un nuevo récord olímpico con un tiro de 54.74 metros. Gran favorito para los Juegos Olímpicos de Amberes 1920 realizados en Amberes (Bélgica), únicamente pudo finalizar quinto a consecuencia de una lesión en la rodilla. A los 47 años participó en los Juegos Olímpicos de 1924 realizados en París (Francia), donde consiguió ganar la medalla de plata en la prueba de lanzamiento de martillo con un tiro de 50.840 metros justo por detrás de su compatriota Fred Tootell.